# Seven de Francia 2022
El Seven de Francia 2022 fue el séptimo torneo de la Serie Mundial Masculina de Rugby 7 2021-22.
Se realizó entre el 20 y 22 de mayo de 2022 en el Estadio Ernest-Wallon en Toulouse, Francia.

## Formato
Se dividieron en cuatro grupos de cuatro equipos, cada grupo se resolvió con el sistema de todos contra todos a una sola ronda; la victoria otorgó 3 puntos, el empate 2 y la derrota 1 punto.
Los dos equipos con más puntos en cada grupo avanzaron a cuartos de final de la Copa. Los cuatro ganadores avanzan a semifinales de la Copa, y los cuatro perdedores a semifinales por el quinto puesto.
Los dos equipos con menos puntos en cada grupo jugaron la Challenge Trophy, definiendo en la misma el puesto final a ocupar en el torneo y los puntos correspondientes a tal mérito que suman para la tabla anual de la  Serie Mundial Masculina de Rugby 7 2021-22.

## Fase de grupos
|  | Avanzan a cuartos de final. |

### Grupo A
| Pos | Países     | Partidos | Partidos | Partidos | Tantos | Tantos | Tantos | Pts |
| Pos | Países     | G        | E        | P        | PF     | PC     | DP     | Pts |
| --- | ---------- | -------- | -------- | -------- | ------ | ------ | ------ | --- |
| 1   | Argentina  | 2        | 0        | 1        | 74     | 31     | 43     | 7   |
| 2   | Inglaterra | 2        | 0        | 1        | 52     | 34     | 18     | 7   |
| 3   | Canadá     | 2        | 0        | 1        | 64     | 50     | 14     | 7   |
| 4   | Japón      | 0        | 0        | 3        | 29     | 104    | -75    | 3   |

| 20 de mayo | Argentina | 43 - 5 | Japón |  |  |

| 20 de mayo | Inglaterra | 24 - 5 | Canadá |  |  |

| 20 de mayo | Inglaterra | 21 - 10 | Japón |  |  |

| 20 de mayo | Argentina | 12 - 19 | Canadá |  |  |

| 21 de mayo | Canadá | 40 - 14 | Japón |  |  |

| 21 de mayo | Argentina | 19 - 7 | Inglaterra |  |  |

### Grupo B
| Pos | Países  | Partidos | Partidos | Partidos | Tantos | Tantos | Tantos | Pts |
| Pos | Países  | G        | E        | P        | PF     | PC     | DP     | Pts |
| --- | ------- | -------- | -------- | -------- | ------ | ------ | ------ | --- |
| 1   | Fiyi    | 3        | 0        | 0        | 81     | 26     | 55     | 9   |
| 2   | Francia | 2        | 0        | 1        | 115    | 52     | 63     | 7   |
| 3   | Gales   | 1        | 0        | 2        | 38     | 81     | -43    | 5   |
| 4   | Kenia   | 0        | 0        | 3        | 19     | 94     | -75    | 3   |

| 20 de mayo | Francia | 56 - 5 | Gales |  |  |

| 20 de mayo | Fiyi | 29 - 5 | Kenia |  |  |

| 20 de mayo | Francia | 38 - 14 | Kenia |  |  |

| 20 de mayo | Fiyi | 19 - 0 | Gales |  |  |

| 21 de mayo | Gales | 14 - 19 | Kenia |  |  |

| 21 de mayo | Fiyi | 33 - 21 | Francia |  |  |

### Grupo C
| Pos | Países         | Partidos | Partidos | Partidos | Tantos | Tantos | Tantos | Pts |
| Pos | Países         | G        | E        | P        | PF     | PC     | DP     | Pts |
| --- | -------------- | -------- | -------- | -------- | ------ | ------ | ------ | --- |
| 1   | Australia      | 2        | 0        | 1        | 76     | 45     | 31     | 7   |
| 2   | Estados Unidos | 2        | 0        | 1        | 69     | 50     | 19     | 7   |
| 3   | Nueva Zelanda  | 2        | 0        | 1        | 52     | 46     | 6      | 7   |
| 4   | Escocia        | 0        | 0        | 3        | 19     | 75     | -56    | 3   |

| 20 de mayo | Nueva Zelanda | 19 - 0 | Escocia |  |  |

| 20 de mayo | Australia | 19 - 24 | Estados Unidos |  |  |

| 20 de mayo | Nueva Zelanda | 19 - 17 | Estados Unidos |  |  |

| 20 de mayo | Australia | 28 - 7 | Escocia |  |  |

| 21 de mayo | Escocia | 12 - 28 | Estados Unidos |  |  |

| 21 de mayo | Australia | 29 - 14 | Nueva Zelanda |  |  |

### Grupo D
| Pos | Países    | Partidos | Partidos | Partidos | Tantos | Tantos | Tantos | Pts |
| Pos | Países    | G        | E        | P        | PF     | PC     | DP     | Pts |
| --- | --------- | -------- | -------- | -------- | ------ | ------ | ------ | --- |
| 1   | Samoa     | 3        | 0        | 0        | 88     | 33     | 55     | 9   |
| 2   | Irlanda   | 2        | 0        | 1        | 61     | 60     | 1      | 7   |
| 3   | Sudáfrica | 1        | 0        | 2        | 46     | 47     | -1     | 5   |
| 4   | España    | 0        | 0        | 3        | 40     | 95     | -55    | 3   |

| 20 de mayo | Sudáfrica | 12 - 21 | Irlanda |  |  |

| 20 de mayo | Samoa | 42 - 12 | España |  |  |

| 20 de mayo | Sudáfrica | 27 - 7 | España |  |  |

| 20 de mayo | Samoa | 27 - 14 | Irlanda |  |  |

| 21 de mayo | Irlanda | 26 - 21 | España |  |  |

| 21 de mayo | Samoa | 19 - 7 | Sudáfrica |  |  |

## Fase Final

### Definición 13° puesto
|  | Semifinal | Semifinal | Semifinal |       |       | 13° puesto | 13° puesto | 13° puesto |  |
|  |           |           |           |       |       |            |            |            |  |
|  |           |           |           |       |       |            |            |            |  |
|  | Canadá    | Canadá    | 7         |       |       |            |            |            |  |
|  | Canadá    | Canadá    | 7         |       |       |            |            |            |  |
|  | Gales     | Gales     | 27        |       |       |            |            |            |  |
|  | Gales     | Gales     | 27        |       | Gales | Gales      | 14         |            |  |
|  |           |           |           |       | Gales | Gales      | 14         |            |  |
|  |           |           | Japón     | Japón | 28    |            |            |            |  |
|  | Kenia     | Kenia     | Japón     | Japón | 28    | 28         |            |            |  |
|  | Kenia     | Kenia     |           |       |       | 28         |            |            |  |
|  | Japón     | Japón     | 12        |       |       |            |            |            |  |
|  | Japón     | Japón     | 12        |       |       |            |            |            |  |
|  |           |           |           |       |       |            |            |            |  |

### Copa de plata
|  | Cuartos de final | Cuartos de final | Cuartos de final |               |         | Semifinales | Semifinales | Semifinales |  |               | Copa          | Copa | Copa |  |
|  |                  |                  |                  |               |         |             |             |             |  |               |               |      |      |  |
|  |                  |                  |                  |               |         |             |             |             |  |               |               |      |      |  |
|  | Canadá           | Canadá           | 19               |               |         |             |             |             |  |               |               |      |      |  |
|  | Canadá           | Canadá           | 19               |               |         |             |             |             |  |               |               |      |      |  |
|  | España           | España           | 21               |               |         |             |             |             |  |               |               |      |      |  |
|  | España           | España           | 21               |               | España  | España      | 7           |             |  |               |               |      |      |  |
|  |                  |                  |                  |               | España  | España      | 7           |             |  |               |               |      |      |  |
|  |                  |                  | Nueva Zelanda    | Nueva Zelanda | 36      |             |             |             |  |               |               |      |      |  |
|  | Nueva Zelanda    | Nueva Zelanda    | Nueva Zelanda    | Nueva Zelanda | 36      | 28          |             |             |  |               |               |      |      |  |
|  | Nueva Zelanda    | Nueva Zelanda    |                  |               |         |             |             |             |  |               |               |      |      |  |
|  | Gales            | Gales            | 0                |               |         |             |             |             |  |               |               |      |      |  |
|  | Gales            | Gales            | 0                |               |         |             |             |             |  | Nueva Zelanda | Nueva Zelanda | 42   |      |  |
|  |                  |                  |                  |               |         |             |             |             |  | Nueva Zelanda | Nueva Zelanda | 42   |      |  |
|  |                  |                  | Escocia          | Escocia       | 7       |             |             |             |  |               |               |      |      |  |
|  | Kenia            | Kenia            | Escocia          | Escocia       | 7       | 14          |             |             |  |               |               |      |      |  |
|  | Kenia            | Kenia            |                  |               |         |             |             |             |  |               |               |      |      |  |
|  | Escocia          | Escocia          | 26               |               |         |             |             |             |  |               |               |      |      |  |
|  | Escocia          | Escocia          | 26               |               | Escocia | Escocia     | 24          |             |  |               |               |      |      |  |
|  |                  |                  |                  |               | Escocia | Escocia     | 24          |             |  |               |               |      |      |  |
|  |                  |                  | Sudáfrica        | Sudáfrica     | 21      |             |             |             |  |               |               |      |      |  |
|  | Sudáfrica        | Sudáfrica        | Sudáfrica        | Sudáfrica     | 21      | 40          |             |             |  |               |               |      |      |  |
|  | Sudáfrica        | Sudáfrica        |                  |               |         |             |             |             |  |               |               |      |      |  |
|  | Japón            | Japón            | 0                |               |         |             |             |             |  |               |               |      |      |  |
|  | Japón            | Japón            | 0                |               |         |             |             |             |  |               |               |      |      |  |
|  |                  |                  |                  |               |         |             |             |             |  |               |               |      |      |  |

### Definición 5° puesto
|  | Semifinal      | Semifinal      | Semifinal  |            |           | 5° puesto | 5° puesto | 5° puesto |  |
|  |                |                |            |            |           |           |           |           |  |
|  |                |                |            |            |           |           |           |           |  |
|  | Argentina      | Argentina      | 22         |            |           |           |           |           |  |
|  | Argentina      | Argentina      | 22         |            |           |           |           |           |  |
|  | Australia      | Australia      | 7          |            |           |           |           |           |  |
|  | Australia      | Australia      | 7          |            | Argentina | Argentina | 21        |           |  |
|  |                |                |            |            | Argentina | Argentina | 21        |           |  |
|  |                |                | Inglaterra | Inglaterra | 12        |           |           |           |  |
|  | Inglaterra     | Inglaterra     | Inglaterra | Inglaterra | 12        | 29        |           |           |  |
|  | Inglaterra     | Inglaterra     |            |            |           | 29        |           |           |  |
|  | Estados Unidos | Estados Unidos | 14         |            |           |           |           |           |  |
|  | Estados Unidos | Estados Unidos | 14         |            |           |           |           |           |  |
|  |                |                |            |            |           |           |           |           |  |

### Copa de oro
|  | Cuartos de final | Cuartos de final | Cuartos de final |         |         | Semifinales | Semifinales | Semifinales |         |              | Copa         | Copa         | Copa |  |
|  |                  |                  |                  |         |         |             |             |             |         |              |              |              |      |  |
|  |                  |                  |                  |         |         |             |             |             |         |              |              |              |      |  |
|  | Argentina        | Argentina        | 0                |         |         |             |             |             |         |              |              |              |      |  |
|  | Argentina        | Argentina        | 0                |         |         |             |             |             |         |              |              |              |      |  |
|  | Irlanda          | Irlanda          | 14               |         |         |             |             |             |         |              |              |              |      |  |
|  | Irlanda          | Irlanda          | 14               |         | Irlanda | Irlanda     | 24          |             |         |              |              |              |      |  |
|  |                  |                  |                  |         | Irlanda | Irlanda     | 24          |             |         |              |              |              |      |  |
|  |                  |                  | Francia          | Francia | 7       |             |             |             |         |              |              |              |      |  |
|  | Australia        | Australia        | Francia          | Francia | 7       | 19          |             |             |         |              |              |              |      |  |
|  | Australia        | Australia        |                  |         |         |             |             |             |         |              |              |              |      |  |
|  | Francia          | Francia          | 21               |         |         |             |             |             |         |              |              |              |      |  |
|  | Francia          | Francia          | 21               |         |         |             |             |             |         | Irlanda      | Irlanda      | 17           |      |  |
|  |                  |                  |                  |         |         |             |             |             |         | Irlanda      | Irlanda      | 17           |      |  |
|  |                  |                  | Fiyi             | Fiyi    | 29      |             |             |             |         |              |              |              |      |  |
|  | Samoa            | Samoa            | Fiyi             | Fiyi    | 29      | 26          |             |             |         |              |              |              |      |  |
|  | Samoa            | Samoa            |                  |         |         |             |             |             |         |              |              |              |      |  |
|  | Inglaterra       | Inglaterra       | 24               |         |         |             |             |             |         |              |              |              |      |  |
|  | Inglaterra       | Inglaterra       | 24               |         | Samoa   | Samoa       | 7           |             |         | Tercer lugar | Tercer lugar | Tercer lugar |      |  |
|  |                  |                  |                  |         | Samoa   | Samoa       | 7           |             |         | Tercer lugar | Tercer lugar | Tercer lugar |      |  |
|  |                  |                  | Fiyi             | Fiyi    | 28      |             |             |             |         |              |              |              |      |  |
|  | Fiyi             | Fiyi             | Fiyi             | Fiyi    | 28      | 19          |             |             | Francia | Francia      | 17           |              |      |  |
|  | Fiyi             | Fiyi             |                  |         |         |             |             |             | Francia | Francia      | 17           |              |      |  |
|  | Estados Unidos   | Estados Unidos   | 17               |         |         |             |             |             |         |              | Samoa        | Samoa        | 12   |  |
|  | Estados Unidos   | Estados Unidos   | 17               |         |         |             |             |             |         |              | Samoa        | Samoa        | 12   |  |
|  |                  |                  |                  |         |         |             |             |             |         |              |              |              |      |  |

| Bandera de Fiyi        |
| Campeón Fiyi           |
| 2º título del circuito |